# Betty Lou Gerson
Pour les personnes ayant le même patronyme, voir Gerson.
Betty Lou Gerson (Chattanooga, 20 avril 1914 - Los Angeles, 12 janvier 1999) était une actrice américaine pour le cinéma, la radio et la télévision. Elle est principalement connue pour avoir été la voix originale de Cruella d'Enfer dans le film d'animation de Disney Les 101 Dalmatiens (1961), pour lequel elle a été nommée Disney Legend en 1996.

## Filmographie
- 1950 : Cendrillon: Narratrice
- 1955 : An Annapolis Story de Don Siegel
- 1960 : Au nom de la loi  : saison 3 épisode 11 (Une mère mais aussi une grand-mère/ One Mother Too Many)) : Irene Goodhue Morrison
- 1961 : Les 101 Dalmatiens: Cruella d'Enfer / Miss Birdwell (voix)